# Emoia laobaoensis
Emoia laobaoensis — вид сцинкоподібних ящірок родини сцинкових (Scincidae). Ендемік В'єтнаму.

## Поширення й екологія
Emoia laobaoensis відомі з типової місцевості, що лежить у районі міста Лаобао в провінції Куангчі, за 75 км від Дананга, на висоті 250 м над рівнем моря. Вони живуть у вологих тропічних лісах.